# Museo Erótico de Hollywood
El Hollywood Erotic Museum (en español, Museo Erótico de Hollywood) fue un museo solo para adultos ubicado en Hollywood Boulevard, especializado en historia sexual en Hollywood. Cerró a mediados de 2006 debido a falta de interés.
El museo presentaba muchos artículos diferentes, incluidos grabados originales de Pablo Picasso, así como una legendaria película stag que data de 1948 y que supuestamente es de Marilyn Monroe teniendo relaciones sexuales con un hombre sin nombre. El vídeo propiedad del museo es la única copia conocida que existe. También exhibían, como parte de su colección permanente, arte erótico contemporáneo de artistas como Julian Murphy, David LaChapelle y Tom of Finland. 